# Deutschland (pantserschip)
De Deutschland (later Lützow), was het eerste schip van de Deutschland-klasse, in dienst van de Kriegsmarine voor en tijdens de Tweede Wereldoorlog. Het schip was eerst geclassificeerd als pantserschip, maar werd gereclassificeerd als zware kruiser in februari 1940. De Britten gaven de schepen van de klasse de benaming vestzakslagschip.

## Beschrijving
De grootte en kenmerken van de Deutschland-klasse werden beperkt door het verdrag van Versailles, dat onder andere de Duitse schepen tot 10.000 ton beperkte. Een aantal technische vernieuwingen werd aangebracht om een zo goed mogelijk schip binnen de beperkingen van het verdrag te ontwikkelen. De Deutschland was eigenlijk 600 ton over de limiet, maar om politieke redenen werd het schip aangekondigd als 10.000 ton, het maximum binnen de grenzen van het verdrag.
De twee andere schepen van de Deutschland-klasse, de Admiral Graf Spee en de Admiral Scheer werden later gebouwd, en de Deutschland was de minst geavanceerde van de klasse. Het schip had bijvoorbeeld de hoge commandotoren niet die de Graf Spee en de Admiral Scheer wel hadden, waardoor deze laatste meer op slagschepen leken.

## Geschiedenis
De kiel werd gelegd in februari 1929, in de werf van de Deutsche Werke te Kiel, en de tewaterlating was in mei 1931. De eerste reis van de Deutschland was in mei 1932.

### Spaanse Burgeroorlog
Tijdens de Spaanse Burgeroorlog, werd de Deutschland naar de Spaanse kust gezonden, om de nationalistische troepen onder Franco te steunen. In totaal voerde het schip zeven operaties uit tussen 1936 en 1939. Tijdens een van deze operaties, op 29 mei 1937 werd de Deutschland door twee republikeinse bommenwerpers aangevallen, 32 bemanningsleden werden gedood, en 101 gewond. Als vergelding bombardeerde het zusterschip de Admiral Scheer Almería, waardoor 19 burgers gedood werden. De dode bemanningsleden werden eerst in Gibraltar begraven, maar werden later op bevel van Hitler terug naar Duitsland gebracht voor een militaire begrafenis, waarbij hij aanwezig was.

### Tweede Wereldoorlog
Na het uitbreken van de Tweede Wereldoorlog kreeg het schip de naam Lützow, omdat Hitler vreesde dat verlies van een schip met de naam Deutschland (Duitsland) een negatief psychologisch en propaganda-effect zou geven.
In februari 1940 werd de Lützow samen met de zusterschepen Graf Spee en Admiral Scheer gereclassificeerd als zware kruiser. In april van dat jaar nam het schip deel aan de invasie van Noorwegen, waar het de Blücher in de Oslofjord volgde, maar zich terugtrok nadat de Blücher tot zinken was gebracht door het geschut van Fort Oscarsborg. Voordat de Lützow kon ontkomen werd zij nog zwaar beschadigd door 15 cm geschut van de Kopaasbatterij. Nadat het schip uit het bereik van het kustgeschut was, bombardeerde het de verdedigers vanaf een afstand van 11 kilometer. Er vielen echter geen slachtoffers omdat de stelling al ontruimd was nadat er bericht was gekomen dat de koning en de regering uit Oslo waren geëvacueerd.
De Lützow keerde terug naar Duitsland voor herstel en bevoorrading voor een operatie in de Atlantische Oceaan, maar werd onderweg getorpedeerd door de Britse onderzeeër HMS Spearfish, ten noorden van Jutland. De Lützow liep grote schade op, en de reparatie duurde tot de lente van 1941. Later in dat jaar werd ze opnieuw getorpedeerd, ditmaal door een Royal Air Force (RAF) Bristol Beaufort torpedobommenwerper van 42 Squadron. Het schip keerde terug naar Kiel en onderging reparaties tot januari 1942.

#### Operatie Hermelin
Op 23 september 1943 keerde de Lützow vanuit Noorwegen terug naar Duitsland, geëscorteerd door vier en later vijf torpedobootjagers. De Britten verkenden het eskader op 26 en 27 september maar een torpedoaanval met Bristol Beaufighter en Tarpon-vliegtuigen mislukte doordat de vliegtuigen de Lützow niet konden terugvinden. Op 1 oktober kwam de Lützow te Gotenhafen aan.
De Lützow nam gedurende de volgende jaren tot in september 1944 deel aan verscheidene kleine operaties, waarna het schip terugtrekkende Duitse troepen bij de Oostzee ondersteunde.
In april 1945 werd de Lützow nabij Swinemünde zwaar beschadigd door drie Tallboy-bommen van de RAF, waarna het schip weer hersteld werd. Ze werd uiteindelijk op 4 mei 1945 tot zinken gebracht door de eigen bemanning.
Na de oorlog werd het schip door de marine van de Sovjet-Unie geborgen, en het werd gebruikt als doelwit voor artillerieoefeningen. De Lützow zonk uiteindelijk in de Oostzee in 1949.

## Bevelhebbers
Tijdens constructie - kapitein-ter-zee Hermann von Fischel - 15 maart 1933 - 1 april 1933
- kapitein KzS Hermann von Fischel - 1 april 1933 - 30 september 1935
- kapitein Paul Fanger - 30 september 1935 - 2 september 1937
- kapitein / kommandant Paul Wenneker - 2 september 1937 - 16 november 1939 (hij werd op 1 september 1941 bevorderd tot viceadmiraal en op 1 augustus 1944 tot admiraal)
- kapitein August Thiele - 16 november 1939 - 18 april 1940
- fregatkapitein Fritz Krauss - 18 april 1940 - 23 juni 1940
- kapitein-luitenant Heller - 23 juni 1940 - 8 augustus 1940

Schip uit dienst genomen tussen 8 augustus 1940 en 31 maart 1941.
- kapitein Leo Kreisch - 31 maart 1941 - 3 juli 1941
- kapitein Rudolf Stange - 3 juli 1941 - 7 september 1941
- kapitein Leo Kreisch - 7 september 1941 - 17 januari 1942
- kapitein Rudolf Stange - 17 januari 1942 - 10 november 1943
- fregatkapitein Biesterfeld - 10 november 1943 - januari 1944
- kapitein Bodo-Heinrich Knoke - januari 1944 - 22 april 1945
- fregatkapitein / kapitein-ter-zee Ernst Lange - 22 april 1945 - 4 mei 1945

## Naslagwerken
- (en)  Siegfried Breyer, Gerhard Koop, (translated Edward Force), The German Navy At War 1939-1945, Deel 1 - The Battleships (Schiffer, West Chester, 1989)
- (en)  Bernard Ireland, Tony Gibbons, Jane's Battleships of the 20th Century (Harper-Collins, New York, 1996) p. 42–43
- (en)  Rohwer, Jürgen (2005). Chronology of the War at Sea, 1939–1945: The Naval History of World War Two. US Naval Institute Press, Annapolis. ISBN 978-1-59114-119-8.